# Nothing Is Lost (You Give Me Strength)
Singles de The Weeknd
Creepin'
(2022)
Nothing Is Lost (You Give Me Strength) est une chanson du chanteur canadien The Weeknd sortie le 15 décembre 2022, sous les labels XO, Hollywood Records et Republic Records pour le film Avatar : La Voie de l'eau.  

## Contexte
Le 4 décembre 2022, le chanteur poste sur les réseaux sociaux l'affiche du film Avatar : La Voie de l'eau. Lors d'une interview à l'avant-première du film, le producteur Jon Landau déclare au magazine Complex : « lorsque (The Weeknd) est arrivé, Swedish House Mafia propose un concept de la chanson, et ils acceptent de travailler avec le compositeur, Simon Franglen. Ensemble, ils créent une chanson fidèle à l'identité du chanteur canadien, mais qui s'intègre parfaitement à notre film. Et c'est ce qui est important pour nous. Nous ne voulions pas d'une chanson à la fin du film qui soit en dehors de celui-ci, et il a accepté cette collaboration, et sa voix, oh mon Dieu ». 